# Epke Zonderland
Epke Jan Zonderland (Lemmer, Lemsterland, Frisia, Países Bajos; 16 de abril de 1986) es un gimnasta neerlandés. Ganó la medalla de oro en la prueba de barra fija en los Juegos Olímpicos de Londres 2012.

## Biografía
Epke Jan Zonderland nació en Lemmer, un pequeño pueblo en el municipio de Lemsterland (Países Bajos). Comenzó a practicar gimnasia a la edad de cuatro años. Tiene dos hermanos, Herre y Johan, y una hermana, Geeske, quienes también son gimnastas internacionales. Le apodan «flying Dutchman» (en español: Holandés volador) por sus ejecuciones en la barra.
Está casado y tiene un hijo llamado Bert.

## Trayectoria
Zonderland alcanzó su primer éxito internacional en el Campeonato Europeo Junior celebrado en Liubliana en 2004, donde quedó en 4° lugar en el concurso general, y en segundo lugar en la barra horizontal, llevándose la medalla de plata. Ese mismo año, se convirtió en el campeón nacional del concurso general, título que anteriormente pertenecía a su hermano mayor, Herre.
En el Campeonato del Mundo, celebrado en 2005 en Melbourne, Zonderland y Jeffrey Wammes se convirtieron en los primeros neerlandeses en la historia en clasificarse para el concurso general final, quedando en la posición número 11.
En el Campeonato Europeo de 2006, celebrado en Volos, terminó en la sexta posición. En la Copa del Mundo, llevada a cabo en Teherán, ganó su primer campeonato y primera medalla de oro.
En septiembre de 2007, participó en el Campeonato del Mundo celebrado en Stuttgart. Quedó en la cuarta posición en la barra horizontal, ganando con esto su pase a los Juegos Olímpicos de Pekín 2008.

### Juegos Olímpicos de Pekín 2008
Participó en los Juegos Olímpicos de Pekín 2008, clasificándose para la final de barra horizontal, en la que quedó en la séptima posición.

### Juegos Olímpicos de Londres 2012
Participó en los Juegos Olímpicos de Londres 2012 en la final de barra fija, ganando la medalla de oro con una marca personal de 16,533 puntos. Su rutina incluye una combinación Cassina-Kovacs-Kolman. Es el primer gimnasta neerlandés en ganar una medalla olímpica.